# 69 Orionis
69 Orionis, som är stjärnans Flamsteed-beteckning är en ensam stjärna i den norra delen av stjärnbilden Orion, som också har Bayer-beteckningen r1 Orionis. Den har en  skenbar magnitud på ca 4,92 och är svagt synlig för blotta ögat där ljusföroreningar ej förekommer. Baserat på parallaxmätning inom Hipparcosuppdraget på ca 6,2 mas, beräknas den befinna sig på ett avstånd på ca 530 ljusår (ca 162 parsek) från solen. Den rör sig bort från solen med en heliocentrisk radialhastighet av ca 22 km/s. År 2015 föreslog H. Bouy och J. Alves att den ska inräknas i den nyupptäckta Taurion OB-föreningen.

## Egenskaper
69 Orionis är en vit till blå stjärna i huvudserien av spektralklass B5 Vn, där ’n’-suffixet anger att den har ”diffusa” (breda) linjer i dess spektrum till följd av en snabb rotation. Den har en projicerad rotationshastighet av 285 km/s, att jämföra med en kritisk hastighet av 476 ± 37 km/s. Den har en massa som är ca 6,4 solmassor, en radie som är ca 3,4 solradier och utsänder ca 1 440 gånger mera energi än solen från dess fotosfär vid en effektiv temperatur på ca 17 100 K.
69 Orionis är en känd Be-stjärna som började bete sig som en normal stjärna i november 1982. Dess rotationsaxel lutar 64 ± 16°.